# Mine de Krupiński
La mine de Krupiński est une mine souterraine de houille située à Suszec, en Pologne. En 2013, la mine est encore en activité. Avec une production annuelle de trois millions de tonnes et des réserves estimées à 34.8 millions de tonnes, Krupiński constitue l'une des principales réserves de combustible fossile de Pologne.